# Myomimus personatus
Myomimus personatus là một loài động vật có vú trong họ Gliridae, bộ Gặm nhấm. Loài này được Ognev mô tả năm 1924.